# Arcangelo Pezzella
Arcangelo Pezzella (Cardito, 23 januari 1948) is een voormalig voetbalscheidsrechter uit Italië, die actief was op het hoogste niveau van 1979 tot 1994. Pezzella maakte zijn debuut in de hoogste afdeling van het Italiaanse voetbal (Serie A) op 24 april 1983 in de wedstrijd Udinese–Sampdoria (0-4). Hij floot in totaal 117 wedstrijden in de Serie A en 104 duels in de Serie B.